# خطاب حالة الاتحاد 2002
ألقى خطاب حالة الاتحاد لعام 2002 رئيس الولايات المتحدة جورج دبليو بوش يوم الثلاثاء 29 يناير 2002 في الساعة التاسعة مساءً. التوقيت الشرقي القياسي، في قاعة مجلس النواب بالولايات المتحدة إلى كونغرس الولايات المتحدة الـ 107. يعد هذا أول خطاب يلقيه بوش عن حالة الاتحاد، وثالث خطاب يلقيه امام جلسة مشتركة للكونجرس الأمريكي. وترأس هذه الجلسة المشتركة رئيس مجلس النواب دينيس هاسترت يرافقه ديك تشيني نائب رئيس الولايات المتحدة.
أمام أعضاء الكونغرس الأميركي الـ 107، إلى جانب ضيوف مدنيين وعسكريين خاصين، خاطب بوش الولايات المتحدة أثناء إلقاء خطابه الأول عن حالة الاتحاد. وتناول الخطاب آثار هجمات 11 سبتمبر في العام السابق وخطط بوش لمنع الهجمات الارهابية المستقبلية على الولايات المتحدة . قدم بوش تقريرا حول التقدم الذي احرز في الحرب العالمية على الإرهاب وشرح خططه الرامية إلى وضع نهاية للإرهاب وتقديم جميع الارهابيين للعدالة اما بالمحاكمة القانونية أو الموت .
وتناول بوش أيضا القضايا داخل الولايات المتحدة، بما في ذلك خطته لتعزيز الاقتصاد الامريكى بعد الركود. وتركز الخطاب على الشؤون الخارجية ولقي استحسان الجمهوريين والديمقراطيين على حد سواء. وقال «في أربعة أشهر قصيرة عزت امتنا الضحايا وبدأت في إعادة بناء نيويورك والبنتاجون وحشدت تحالفا عظيما واسرت واعتقلت وخلصت العالم من الالاف من الارهابيين ودمرت معسكرات تدريب الارهابيين في أفغانستان وانقذت شعبا من المجاعة وحررت دولة من القمع الوحشى». وفي ذلك البيان اشار بوش إلى كيف اطاحت الولايات المتحدة بطالبان من حكمها لافغانستان. وقال ان الولايات المتحدة ازالت إمارة أفغانستان لان النظام الإسلامي لم يحترم حقوق الإنسان للمواطنين الافغان.

## وصلات خارجية
- الموقع الرسمي
- 2002 State of the Union Address (full transcript), The American Presidency Project, جامعة كاليفورنيا (سانتا باربرا)
- Entire 2002 State of the Union Address (video) at C-SPAN
- Entire 2002 State of the Union Response (video) at C-SPAN
- Entire 2002 State of the Union Response (transcript)
- Audio of Bush's First State of the Union Address

| سبقه 2000 State of the Union Address | خطاب حالة الاتحادes 2002 | تبعه خطاب حالة الاتحاد 2003 |